# Gustaf Lychou
Gustaf Lychou, född 29 december 1774 i Stockholm, död 4 augusti 1841 i Katarina församling, Stockholm, var en bryggmästare och riksdagsledamot.

## Biografi
Lychou föddes den 29 december 1774 som son till Nils Lychou den äldre och hans andra  hustru Barbro Möller. Han började i bryggarämbetet år 1797. 
År 1807 gifte han sig med Maria Magdalena Cornéer. Samma år blev han ledamot vid Fattighusdirektionen och året därpå även ledamot i Arbetsdirektionen. Han var riksdagsman vid riksdagen i Örebro 1810 och i Stockholm 1815. Han var även kyrkoråd i Katarina församling 1820. 
Han blev utnämnd till riddare av Vasaorden i briljanter, och senare till kommendör av Vasaorden. Under hans livstid ägde han ett flertal gods i Stockholm. Han dog hösten 1841 i Stockholm.